# Circonvoluzione temporale inferiore
La circonvoluzione temporale inferiore (conosciuta anche come corteccia IT) è collocata al di sotto della circonvoluzione temporale media, ed è collegata posteriormente con la circonvoluzione occipitale inferiore. 
Inoltre essa si estende intorno al limite infero-laterale sulla superficie inferiore del lobo temporale, dove viene limitata dal solco inferiore.
Questa regione è una zona di elaborazione visiva fra le più complesse, facente parte della corrente di elaborazione visiva ventrale, ed è associata con la rappresentazione di caratteristiche di oggetti complessi, come ad esempio la forma globale. Può essere anche coinvolta nella percezione del volto, e nel riconoscimento dei numeri.
La circonvoluzione temporale inferiore è la regione anteriore del lobo temporale posizionata sotto il solco temporale centrale. La funzione primaria della circonvoluzione temporale inferiore - alla quale ci si riferisce anche come corteccia IT - è associata con l'elaborazione degli stimoli visivi, principalmente con il riconoscimento visivo degli oggetti, e come è stato suggerito da recenti risultati sperimentali rappresenta la struttura finale del sistema visivo corticale ventrale.
La corteccia IT elabora gli stimoli visivi degli oggetti che compaiono nel nostro campo visivo, ed è coinvolta con la memoria ed il richiamo della memoria per riuscire ad identificare quegli oggetti.
È inoltre coinvolta nell'elaborazione e nella percezione creata da stimoli visivi amplificati in V1, V2, V3, V4 e nelle regioni del lobo occipitale. 
Questa regione elabora il colore e la forma dell'oggetto nel campo visivo ed è responsabile della produzione del "che cosa" rappresentino questi stimoli visivi, o in altre parole dell'identificazione di tali oggetti in base al loro colore e forma tramite un meccanismo di confronto con le informazioni trattate nei ricordi immagazzinati nel cervello grazie alle passate esperienze.
Il significato neurologico della corteccia IT non è solo legato al suo contributo nella elaborazione degli stimoli visivi nel riconoscimento degli oggetti. Ulteriori studi hanno messo in evidenza che tale corteccia è un'area vitale per quanto riguarda attiene alla trasformazione del campo visivo, alle difficoltà con i compiti percettivi e la consapevolezza spaziale, e la posizione unica di singole cellule che potrebbero spiegare il complesso rapporto della corteccia IT e la memoria.

## Struttura

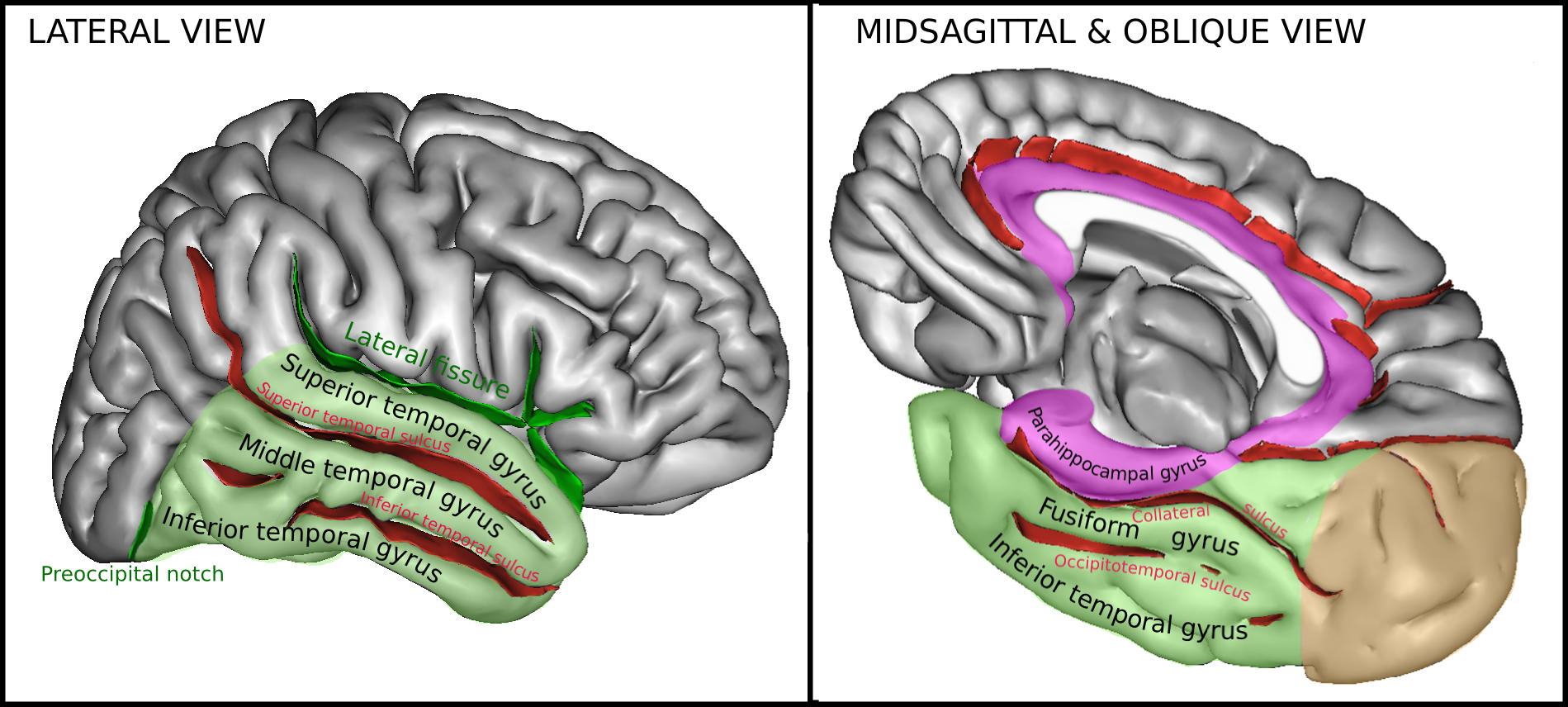
L'emisfero cerebrale destro umano. Visione laterale (a sinistra) e visione mediale (a destra). In entrambe le immagini, la circonvoluzione temporale inferiore è indicata in basso. Le aree colorate in verde rappresentano il lobo temporale. In colore marrone è indicato il lobo occipitale, mentre in colore porpora viene evidenziato il lobo limbico.

Il lobo temporale è unico nei primati. Nell'essere umano, la corteccia è decisamente più complessa rispetto alla controparte sviluppata da altre specie di primates. La corteccia temporale inferiore nell'essere umano consiste della circonvoluzione temporale inferiore, della circonvoluzione temporale media, e della circonvoluzione fusiforme.
Osservando il cervello lateralmente - ovvero posizionandosi di lato alla struttura e volgendo lo sguardo verso la superficie del lobo temporale - 
La circonvoluzione temporale inferiore si trova fra la porzione inferiore del lobo temporale, ed è separata dalla circonvoluzione temporale media, situata direttamente al di sopra del solco temporale superiore.
Inoltre, alcuni processi del campo visivo che corrispondono al flusso ventrale di elaborazione visiva si verificano nella porzione inferiore della circonvoluzione temporale superiore, quindi più vicino al solco temporale superiore. 
Osservando il cervello ventralmente - ovvero posizionandosi ad osservare il cervello dal basso - è possibile vedere come la circonvoluzione temporale inferiore sia separata dalla circonvoluzione fusiforme grazie alla presenza del solco occipito-temporale.
Osservando la circonvoluzione temporale inferiore umana ci si rende conto della maggiore complessità rispetto a quella di altri primates. I primati (eccetto l'uomo) infatti presentano una corteccia temporale inferiore che non appare suddivisa in regioni uniche a sé stanti, come accade per la circonvoluzione temporale inferiore, e quella fusiforme o temporale mediale umana.
Questa regione del cervello corrisponde alla corteccia temporale inferiore ed è responsabile del riconoscimento visivo degli oggetti, e riceve le informazioni visive processate dal cervello.
La corteccia temporale inferiore nei primati ha regioni specifiche dedicate a processare i diversi stimoli visivi elaborati e organizzati dai diverse regioni e strati della corteccia striata e della corteccia extra-striata.
Le informazioni provenienti dalle regioni V1-V5 delle vie genicolate e tettopulvinari sono irradiate alla corteccia IT attraverso il flusso ventrale: queste informazioni visive sono specificamente connesse con il colore e la forma degli stimoli visivi.
Attraverso la ricerca comparativa tra i primates - esseri umani e primati non umani - si è evidenziato come la corteccia IT gioca un ruolo significativo nella trasformazione della forma visiva. Questi dati sono supportati da esperimenti che utilizzano la risonanza magnetica funzionale (fMRI), in particolare valutando i dati raccolti da ricercatori e che confrontano questo processo neurologico tra gli esseri umani ed i macachi.

## Funzione

### Ricezione delle informazioni
L'energia luminosa che proviene dai raggi che rimbalzano da un oggetto viene convertita in energia chimica dalle cellule poste nella retina dell'occhio. Questa energia chimica viene convertita in potenziali d'azione che vengono trasferiti attraverso il nervo ottico e il chiasma ottico, e successivamente elaborati dal nucleo genicolato laterale del talamo.
Dal talamo le informazioni vengono inviate alla corteccia visiva primaria, in particolare alla regione V1. Lo stimolo nervoso successivamente si propaga dalle aree visive del lobo occipitale fino al lobo parietale e al lobo temporale attraverso due vie anatomiche distinte.

Questi due sistemi visivi corticali sono stati classificati da Ungerleider e Mishkin fin dal 1982 (si vedano le ipotesi dei due flussi). 
Secondo questa ipotesi un flusso viaggia ventralmente alla corteccia temporale inferiore (dall'area V1 alla V2 e quindi attraverso l'area V4 fino alla corteccia IT). L'altro flusso viaggia in senso dorsale alla corteccia parietale posteriore.
Questi due flussi sono stati etichettati come il flusso del "cosa" e del "dove", rispettivamente. La corteccia temporale inferiore riceve informazioni dal flusso ventrale, comprensibilmente, dal momento che è noto trattarsi di una regione essenziale nel riconoscimento di facce, modelli e oggetti.

Il flusso dorsale (in verde) e il flusso ventrale (in porpora) che origina dalla corteccia visiva primaria.

### La funzione delle singole cellule della circonvoluzione temporale inferiore
Nel campo delle neuroscienze la comprensione del ruolo delle singole cellule appartenenti alla corteccia IT e del loro ruolo nell'utilizzare la memoria per identificare gli oggetti e/o elaborare il campo visivo basandosi sulle informazioni visive di colore e di forma, è un'acquisizione relativamente recente.
Le prime ricerche indicavano l'esistenza di connessioni cellulari del lobo temporale con altre aree del cervello associate alla memoria, in particolare l'ippocampo, l'amigdala, la corteccia prefrontale.
Recentemente è stato scoperto che queste connessioni cellulari sono possono spiegare alcune caratteristiche uniche della memoria: è stato suggerito che le singole cellule uniche possono essere collegate a specifici ed unici tipi di ricordi.
La ricerca nella comprensione delle singole cellule della corteccia IT rivela molte caratteristiche interessanti di queste cellule: cellule singole con simili selettività della memoria sono raggruppate tutte insieme negli strati corticali della corteccia IT. 
Recentemente è stato dimostrato che i neuroni del lobo temporale sono coinvolti nei comportamenti di apprendimento e verosimilmente sono coinvolti anche nella memoria a lungo termine. La memoria corticale nella corteccia IT è probabilmente rinforzata nel tempo grazie all'influenza dei neuroni afferenti della regione medio-temporale.
Ulteriori ricerche delle singole cellule della corteccia IT suggeriscono che queste cellule non solo hanno un collegamento diretto alle vie del sistema visivo, ma sono anche coinvolte negli stimoli visivi a cui rispondono: in alcuni casi, le singole cellule neuronali della corteccia IT non danno il via alle risposte quando sono presenti nel campo visivo macchie o fessure, vale a dire semplici stimoli visivi. Tuttavia, quando oggetti complicati sono posti in un determinato spazio, ciò comporta l'inizio di una risposta da parte dei neuroni unicellulari della corteccia IT.
Ciò dimostra che i singoli neuroni della corteccia IT non sono solo correlati ad una risposta specifica e unica agli stimoli visivi, ma piuttosto che ciascun neurone unicellulare ha una risposta specifica ad uno specifico stimolo. Lo stesso studio rivela inoltre come l'ampiezza della risposta di questi neuroni della corteccia IT non si modifica in base al colore ed alla dimensione dell'oggetto percepito, ma viene influenzata solo dalla forma. 
Ciò ha portato a osservazioni ancora più interessanti in cui specifici neuroni IT sono stati legati al riconoscimento dei volti e delle mani. 
Queste osservazioni potrebbero essere estremamente interessanti per le possibili relazioni con alcuni disturbi neurologici, quali la prosopagnosia e spiegare la complessità e l'interesse per la mano umana.
Il significato della funzione delle singole cellule nella corteccia IT è legata al fatto che rappresenta un'altra via oltre a quella della via genicolata laterale che elabora molti sistemi visivi: questo fatto pone diverse domande su quali vantaggi apporti questo sistema alle nostre informazioni visive e quali ulteriori unità funzionali possano essere coinvolte nel processare le informazioni visive.

### Come lavora
Le informazioni sul colore e sulla forma derivano delle cellule P, le quali ricevono le loro informazioni principalmente dai coni, e quindi sono sensibili alle differenze di forma e colore, diversamente dalle cellule M che ricevono informazioni sul moto principalmente dai bastoncelli.
I neuroni della corteccia temporale inferiore, chiamata anche la corteccia di associazione visiva temporale inferiore, processa queste informazioni provenienti dalle cellule P.
I neuroni della corteccia IT hanno diverse proprietà uniche, che offrono una spiegazione sul motivo per cui questa zona è fondamentale nel riconoscere modelli. Essi rispondono solo a stimoli visivi e i loro campi recettivi comprendono sempre la fovea, che è una delle zone più dense di cellule della retina ed è responsabile della visione centrale acuta.
Questi campi recettivi tendono ad essere più grandi di quelli della corteccia striata e spesso si estendono attraverso la linea mediana unendo due emicampi visivi.
In neuroni IT sono selettivi per quanto riguarda gli stimoli della forma e/o del colore e di solito sono più sensibili alle forme complesse rispetto a quelle semplici. 
Una piccola percentuale di essi sono selettivi per specifiche parti del viso.
I volti e probabilmente altre forme complesse sono apparentemente codificate da una sequenza di attività in un gruppo di cellule e le cellule IT possono visualizzare sia la memoria a breve sia quella a lungo termine per gli stimoli visivi sulla base dell'esperienza.

### Riconoscimento di oggetti
Ci sono un certo numero di regioni all'interno della corteccia IT che lavorano insieme per l'elaborazione e il riconoscimento di "ciò che" è qualcosa. Infatti, categorie distinte di oggetti sono spesso associate con regioni differenti.
- La circonvoluzione fusiforme o Area fusiforme facciale (FFA) si occupa maggiormente del riconoscimento facciale e del corpo, piuttosto che degli oggetti.

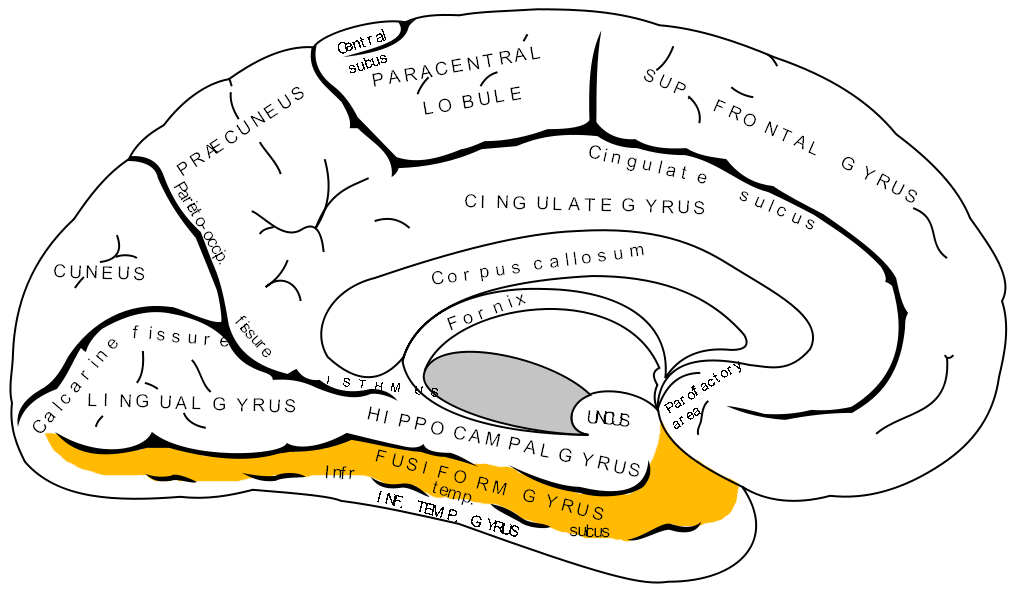
Disegno che evidenzia le differenti regioni dell'emisfero cerebrale sinistro, circonvoluzione fusiforme in arancione

- L'area paraippocampale (PPA) aiuta a differenziare tra le scene e gli oggetti.

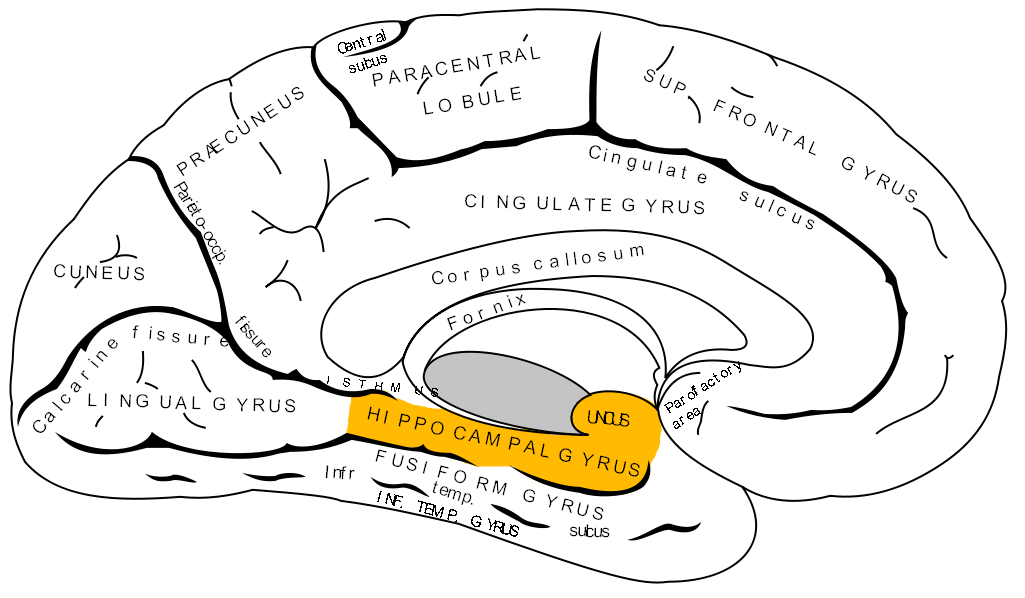
Come sopra, ma la circonvoluzione paraippocampale è ora in arancione

- La zona del corpo extrastriata (EBA) distingue le parti del corpo da altri oggetti
- Il complesso laterale occipitale (LOC) è utilizzato per distinguere le forme da altri stimoli[8]

Queste zone devono lavorare tutte insieme, in associazione con l'ippocampo, al fine di creare una matrice di comprensione del mondo fisico. L'ippocampo è fondamentale per archiviare nella memoria ciò che è un oggetto e ciò che sembra per un futuro utilizzo, in modo che possa essere confrontato e messo in contrasto con le caratteristiche di altri oggetti.
Essere in grado di riconoscere correttamente un oggetto è largamente dipendente da questa rete organizzata di aree cerebrali che processano, condividono e memorizzano le informazioni.
In uno studio del 2004 si è fatto ricorso alla risonanza magnetica funzionale (fMRI) per confrontare le modalità con cui vengono trattate le forme visive tra gli esseri umani e i macachi.
In questo studio è stata verificata, tra le altre cose, l'esistenza di un certo grado di sovrapposizione tra regioni della corteccia sensibili alla forma e al movimento, ma che la sovrapposizione era più distinta nell'essere umano. Ciò suggerisce che il cervello umano è meglio evoluto per un elevato livello di funzionamento in una visione visiva, distinta e tridimensionale.
Pochi anni dopo, nel 1972, il medesimo gruppo di studiosi scoprì che alcune cellule nervose della corteccia IT erano selettive per le facce. Anche se i risultati raggiunti non possono ancora essere definiti conclusivi, le cellule nervose della corteccia IT "faccia selettive" si ritiene che svolgano un ruolo importante nel riconoscimento facciale nelle scimmie.

## Significato clinico

### Prosopagnosia
La prosopagnosia, conosciuta anche come cecità per i volti, è un disturbo che provoca l'incapacità di riconoscere o discriminare tra le facce delle persone. Spesso può essere associata ad altre forme di perdita di capacità riconoscimento, come l'incapacità di riconoscere i luoghi o gli oggetti (ad esempio l'auto), oppure la perdita del cosiddetto riconoscimento espressivo emotivo.
In uno studio che risale al 1969 fu scoperto che alcune cellule nervose erano selettive per la forma della mano di una scimmia, e si osservava che se venivano forniti alcuni stimoli visivi sempre più vicini alla forma della mano di una scimmia, quelle cellule nervose diventano via via più attive. Pochi anni dopo, nel 1972, il medesimo gruppo di studiosi scoprì che alcune cellule nervose della corteccia IT erano selettive per le facce. Anche se i risultati raggiunti non possono ancora essere definiti conclusivi, le cellule nervose della corteccia IT "faccia selettive" si ritiene che svolgano un ruolo importante nel riconoscimento facciale nelle scimmie.
A seguito di numerose ricerche in cui si causava sperimentalmente un danno alla corteccia IT nelle scimmie, si è teorizzato che anche negli esseri umani le lesioni della circonvoluzione temporale inferiore (corteccia IT) dell'emisfero destro producano prosopagnosia. A questo proposito sono molto interessanti le osservazioni di due studiosi effettuate su un soggetto affetto da prosopagnosia: questa paziente si dimostrava in grado di dare senza problemi il nome di una serie di oggetti comuni che le venivano presentati nel campo visivo, ma era assolutamente incapace di riconoscere i volti. Dopo la morte della paziente, condotta dallo stesso ricercatore, divenne possibile effettuarne l'autopsia e l'esame necroscopico. Risultò molto evidente che la paziente presentava una evidente lesione della circonvoluzione fusiforme destra (che fa parte della circonvoluzione temporale inferiore), e con ogni probabilità tale lesione era da mettere in relazione con i sintomi accusati dalla paziente.

Una osservazione clinica più approfondita si deve agli studi che il gruppo di lavoro di NL Etcoff e colleghi ha eseguito sul paziente LH nel 1991. Questo paziente, un maschio di 40 anni, venne coinvolto in un grave incidente automobilistico quando aveva solo 18 anni. Il trauma della strada gli provocò gravi lesioni cerebrali. Dopo il recupero, il paziente LH non era più in grado di riconoscere o discriminare tra le facce, o anche riconoscere i volti che pure erano a lui familiare prima dell'incidente.
Il paziente LH, così come altri pazienti affetti da prosopagnosia, si è dimostrato in grado di vivere una vita relativamente normale e produttiva nonostante il suo deficit neurologico. Questi tipi di pazienti sono spesso ancora in grado di riconoscere gli oggetti di uso comune, di differenziare tra diverse forme (sia pure dotate di differenze sottili), così come di distinguere anche l'età, il sesso, e la "simpatia" del volto che viene loro presentato.
Tuttavia, essi utilizzano indizi non facciali (come ad esempio l'altezza delle persone, il colore dei capelli, e lo stesso timbro di voce) per distinguere tra soggetto e soggetto. Tecniche di imagin cerebrale non invasive hanno messo in evidenza come la prosopagnosia di LH fosse il risultato di danni al lobo temporale destro, che contiene la circonvoluzione temporale inferiore.

### Deficit della memoria semantica
Alcuni disordini, come ad esempio la malattia di Alzheimer e la demenza semantica, sono caratterizzati dall'incapacità del paziente di integrare le memorie semantiche, il che comporta che il paziente non possa formarsi nuove memorie, non abbia consapevolezza del tempo in cui si svolgono gli eventi, così come di altri importanti processi cognitivi.
Nel 2001 venne condotto uno studio che si avvaleva della risonanza magnetica volumetrica per quantificare l'atrofia cerebrale globale e temporale nella demenza semantica e nel morbo di Alzheimer. I soggetti arruolati nello studio sulla base della valutazione clinica si trovavano a circa metà dello spettro dei rispettivi disturbi, e un'ulteriore conferma veniva da una serie di test neuropsicologici che venivano somministrati ai soggetti.
In questo studio la corteccia temporale inferiore e la corteccia temporale media venivano trattate come un'unica entità perché "spesso indistinte" al confine tra le circonvoluzioni. Lo studio concludeva affermando che nella malattia di Alzheimer i deficit delle strutture temporali inferiori non erano la principale causa della malattia.
Piuttosto, l'atrofia della corteccia entorinale, dell'amigdala, dell'ippocampo risultava decisamente marcata nei soggetti che nello studio erano affetti da malattia di Alzheimer. Per quanto riguarda la demenza semantica, lo studio concludeva affermando che "la corteccia delle circonvoluzioni temporali media ed inferiore potrebbero svolgere un ruolo chiave" nella memoria semantica. Sfortunatamente il risultato di una lesione di queste strutture anteriori del lobo temporale comporta una demenza semantica del soggetto che ne è affetto.

### Acromatopsia cerebrale

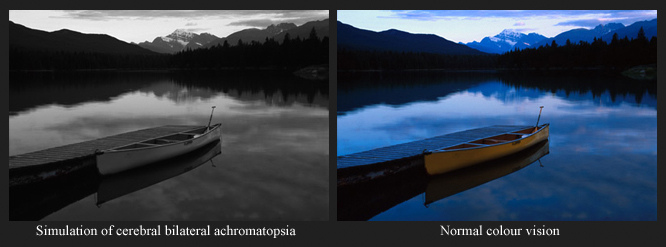
Un esempio della visione di una persona affetta da acromatopsia cerebrale

L'acromatopsia cerebrale è un disturbo medico caratterizzato dalla incapacità di percepire il colore e di ottenere una soddisfacente acuità visiva in presenza di elevati livelli di luce. L'acromatopsia congenita si caratterizza allo stesso modo, tuttavia in quest'ultimo caso il disturbo è genetico, mentre nell'acromatopsia cerebrale la condizione si verifica a causa di danni e/o lesioni ad alcune parti del cervello.
Una parte del cervello che è particolarmente importante per la discriminazione dei colori è la circonvoluzione temporale inferiore. In uno studio del 1995 condotto da Heywood e collaboratori furono messe in evidenza quelle parti del cervello che risultavano importanti nel determinare il disturbo della acromatopsia nelle scimmie: ovviamente questo studio gettava anche luce sulle aree del cervello correlate all'acromatopsia nell'uomo.
In questo studio, ad un gruppo di scimmie (gruppo A) venivano causate delle lesioni nel lobo temporale anteriore e fino in corrispondenza dell'area V4. All'altro gruppo (denominato gruppo MOT) venivano invece procurate delle lesioni nella zona occipito-temporale, la quale corrisponde ad una posizione più craniale rispetto alle lesioni che normalmente producono acromatopsia cerebrale negli esseri umani.
Lo studio concludeva affermando che gli animali del gruppo MOT non presentavano compromissione della visione dei colori, mentre al contrario le scimmie del gruppo A presentavano tutte gravi danni nella visione dei colori, sostanzialmente in linea con quanto accadeva agli esseri umani affetti da acromatopsia cerebrale.
Questo studio dimostra che le aree del lobo temporale anteriori rispetto a V4 (ovvero le aree che includono la circonvoluzione temporale inferiore, giocano un ruolo molto importante nei soggetti affetti da acromatopsia cerebrale.

## Galleria d'immagini

Posizione della circonvoluzione temporale inferiore (indicata in rosso).
Visione della parte basale del cervello umano
Visione laterale del cervello umano, sono indicate le principali circonvoluzioni.
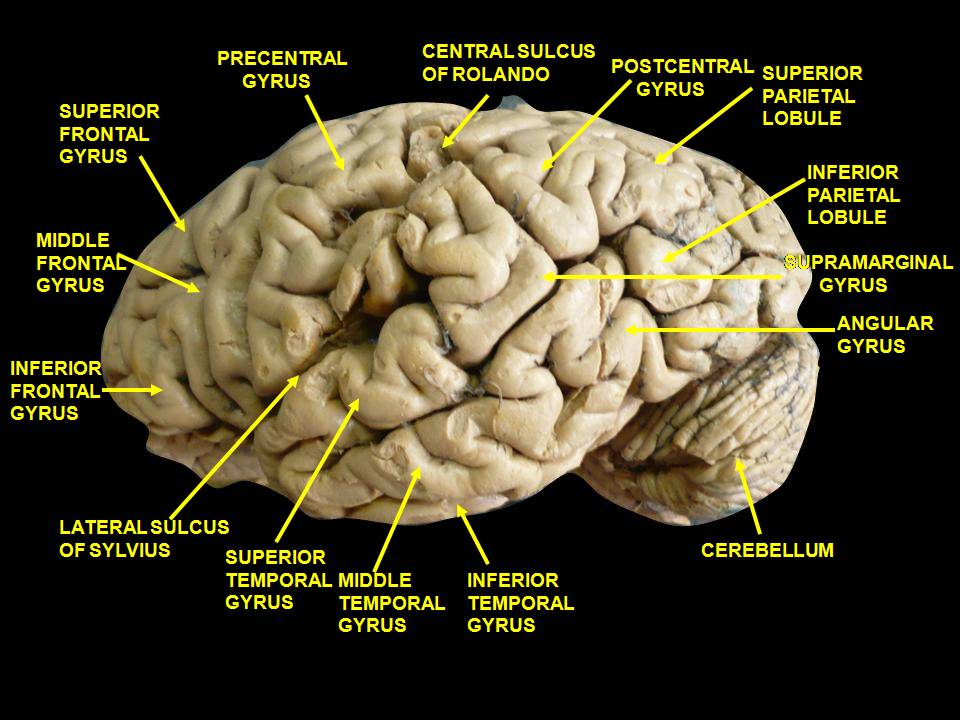
Cervello. Visione laterale. Dissezione profonda. La circonvoluzione temporale inferiore è indicata al centro in basso.